# La regina dei tartari
La regina dei tartari è un film italiano di genere peplum del 1960, diretto da Sergio Grieco.

## Trama
Due tribù tartare, i Balas e i Neri, si ritrovano a fronteggiarsi per conquistare la città fortificata di Kwarizim, ritenuta impenetrabile. Malock, a capo della tribù dei Neri, s'innamora di Tania, una donna guerriera alleata dei Balas, ma viene inizialmente respinto poiché è considerato responsabile dello sterminio della famiglia della ragazza.
I tentativi per entrare nella città falliscono causando la morte di Igor e suo fratello minore Chagatai. Tania decide di capitanare un ultimo assalto con i sopravvissuti delle precedenti battaglie, ma mentre stanno per soccombere interviene Malock con la sua tribù portandoli alla vittoria e riabilitandosi agli occhi della donna.

## Distribuzione
Il film ottenne il visto di censura n. 32.926 del 28 settembre 1960 per una lunghezza di 2.332 metri.  Ebbe la prima proiezione il 5 ottobre 1960. In Francia ebbe il titolo La Reine des barbares e uscì il 29 marzo 1961.